# مارکوس لیته
مارکوس لیته (انگلیسی: Marcos Leite؛ زادهٔ ۲۳ مارس ۱۹۵۲) بازیکن بسکتبال اهل برزیل است.

## جوایز
وی در مسابقات کشوری و بین‌المللی در مجموع برندهٔ ۵ مدال طلا، ۴ مدال نقره، ۳ مدال برنز شده است.